# 황박
황박(1564년 ~ 1592년)은 조선 중기의 의병이다. 웅치 전투에서 김제군수 정담, 나주판관 이복남 등과 함께 분전했다. 이후, 웅치에서 패하자 황진, 이복남과 함께 안덕원 전투에서 적을 기습해 몰아냈다. 이후 이치 전투에서 부상당한 황진을 대신해 선봉에서 지휘했으나 총탄에 맞아 전사했다.